# Katherine Moennig
Katherine Sian Moennig (Filadélfia, Pensilvânia, 29 de dezembro de 1977) é uma atriz norte-americana. Ficou conhecida por interpretar Shane McCutcheon em The L Word, e pelo papel de Jake Pratt no seriado Young Americans.

## Biografia
Moennig (pronuncia-se meh-nig) é filha de Mary M. Zahn, dançarina da Broadway, e William Harry Moennig III, luthier. Tem um meio-irmão e uma meia-irmã do primeiro casamento de seu pai. Também é sobrinha da atriz Blythe Danner (que é meia-irmã de seu pai) e do produtor Bruce Paltrow, e prima da atriz Gwyneth Paltrow e do diretor Jake Paltrow. É casada com a musicista brasileira Ana Rezende.
Tem ascendência alemã, escocesa, irlandesa e chinesa. Seu nome do meio, Sian, vem de Sian que é o local de nascimento de sua mãe. Moennig se define como uma pessoa muito tímida.

## Carreira
Desde os dez anos de idade, Kate já trabalhava como atriz. Ela se formou na American Academy of Dramatic Arts e logo depois obteve um papel numa peça de Shakespeare (As You Like It). Então, fez parte do clipe Is Anybody Home?, da banda Our Lady Peace. Em seguida, Kate estreou na TV na série chamada Young Americans (2000), como uma menina que se vestia de menino, chamada Jacqueline "Jake" Pratt. Logo após fez participação em Law & Order (2001), Law & Order: Special Victims Unit (2003) e CSI Miami (2008). Seu maior projeto foi a série The L Word (2004–2009), no papel da lésbica Shane McCutcheon. Em 2009 ela atuou na série médica Three Rivers interpretando o papel da Dra. Miranda Foster, mas a série não obteve audiência suficiente e foi cancelada. Em 2010 participou da série Dexter.

## Filmografia

### Filmes
| Ano  | Título                  | Papel               | Notas          |
| ---- | ----------------------- | ------------------- | -------------- |
| 2000 | The Ice People          | Wanja Kasczinksy    | Curta-metragem |
| 2001 | Slo-Mo                  | Raven               | Curta-metragem |
| 2001 | Love the Hard Way       | Debbie              |                |
| 2001 | The Shipping News       | Grace Moosup        |                |
| 2004 | Invitation to a Suicide | Eva                 |                |
| 2006 | Art School Confidential | Candace             |                |
| 2009 | Everybody's Fine        | Jilly               |                |
| 2010 | Lez Chat                | Mulher atlética     | Curta-metragem |
| 2011 | The Lincoln Lawyer      | Gloria              |                |
| 2012 | Gone                    | Erica Lonsdale      |                |
| 2014 | Default                 | Juliana Christensen |                |
| 2016 | My Dead Boyfriend       | Zoe                 |                |
| 2017 | Lane 1974               | Hallelujah          |                |

### Televisão
| Ano       | Título                            | Papel                   | Notas                                                          |
| --------- | --------------------------------- | ----------------------- | -------------------------------------------------------------- |
| 2000      | Young Americans                   | Jacqueline 'Jake' Pratt | 8 episódios                                                    |
| 2001      | Law & Order                       | Melissa Cobin           | 1 episódio (12ª temporada, 3º episódio: For Love or Money)     |
| 2003      | Law & Order: Special Victims Unit | Cheryl Avery            | 1 episódio (4ª temporada, 21º episódio: Fallacy)               |
| 2004–2009 | The L Word                        | Shane McCutcheon        | 70 episódios                                                   |
| 2008      | CSI: Miami                        | Mary Landis             | 1 episódio (6ª temporada, 19º episódio: Rock and a Hard Place) |
| 2009–2010 | Three Rivers                      | Dr. Miranda Foster      | 13 episódios                                                   |
| 2010      | Dexter                            | Michael Angelo          | 1 episódio (5ª temporada, 5º episódio: First Blood)            |
| 2013–2019 | Ray Donovan                       | Lena Barnum             |                                                                |
| 2019–2023 | The L Word: Generation Q          | Shane McCutcheon        | 8 episódios                                                    |

### Teatro
| Ano  | Título                      | Papel           |
| ---- | --------------------------- | --------------- |
| 1999 | As You Like It              | Shepherdess     |
| 2006 | Guardians                   | American Girl   |
|      | The Theory of Total Blame   | Cheryl Avery    |
|      | Comedy of Art               | Isabella        |
|      | Morning in the City Nolan   | Karen           |
|      | Love Letters                | Melissa Gardner |
|      | The Shadow Box              | Felicity        |
|      | The Murder of Lidice        | Byeta           |
|      | The Two Gentlemen of Verona | Lucetta         |
|      | A Lat Show                  | Pat             |
|      | Burn This                   | Anna            |
|      | Alone at the Beach          | Chris           |
|      | Lovers                      | Maggie          |
|      | Anna K                      | Anna            |

### Videoclipes
| Ano  | Música           | Álbum                                         | Banda          |
| ---- | ---------------- | --------------------------------------------- | -------------- |
| 2000 | Is Anybody Home? | Happiness... Is Not a Fish That You Can Catch | Our Lady Peace |